# Тирольский шпик

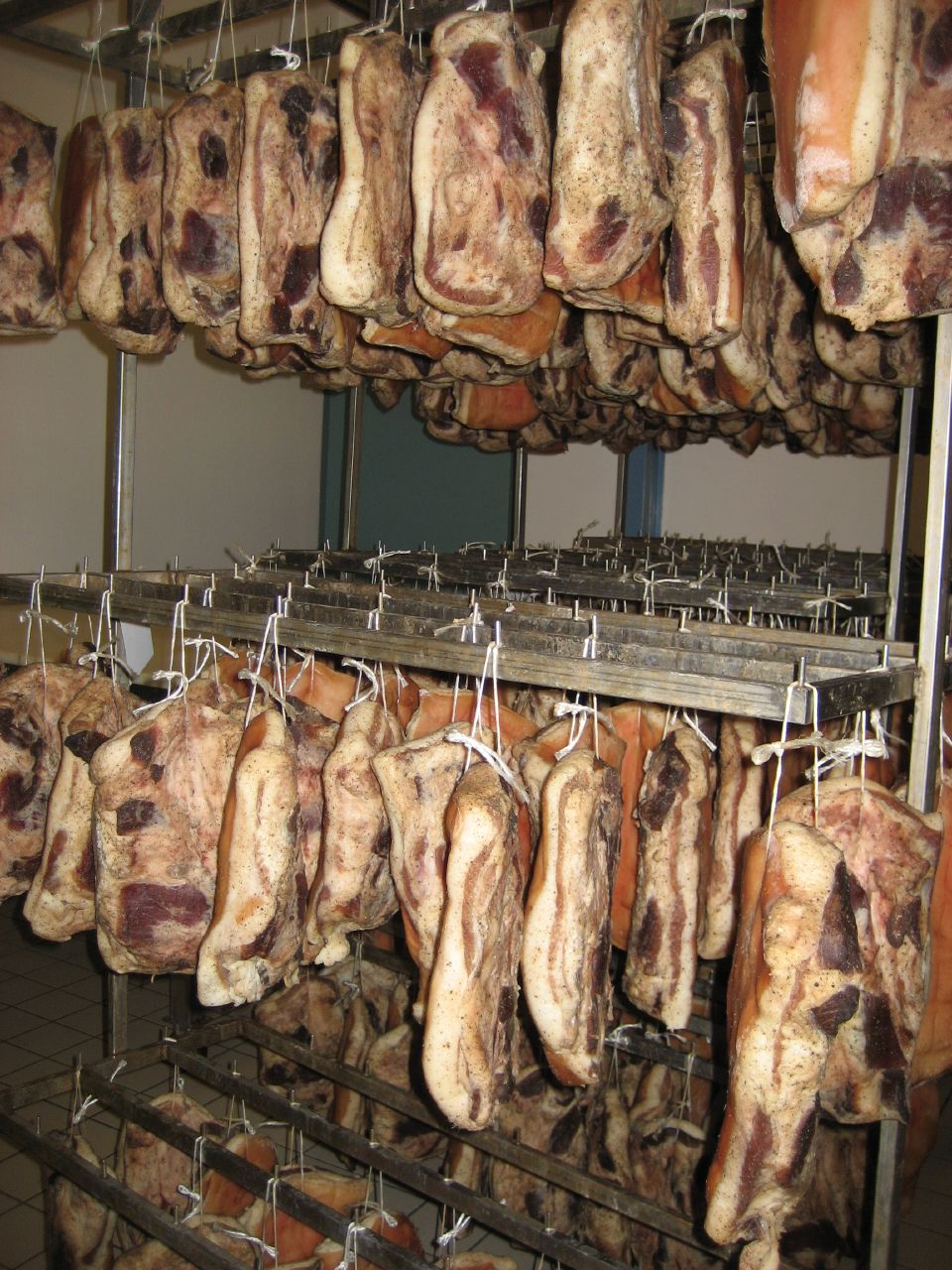

Тирольский шпик или шпек (нем. Tiroler Speck) — ветчина с выраженным привкусом можжевельника, рецепт приготовления которой традиционен для исторической области Тироль, с 1918 года разделённой на федеральную землю Тироль в составе Австрии и автономные провинции Южный Тироль и Трентино в Италии. Для продукта характерны невысокая солёность и использования особых приёмов холодного копчения. Первое письменное упоминание о копчёном шпике местного производства относится к 1573 году. В 1997 году Европейской комиссией тирольскому шпику присвоен статус PGI (Защищённое географическое указание).

## Технология производства
Задний окорок свиньи разделывают на крупные куски. Их натирают солью (только сухим способом) и смесью специй, количество и состав которых различен у каждого производителя. В основном она состоит из чеснока, лаврового листа, ягод можжевельника, мускатного ореха. После этого мясо оставляют «отдыхать» — просаливаться в течение нескольких недель. Затем начинают процесс копчения. Тирольский шпик коптят холодным способом по два-три часа в день в течение недели с использованием опилок бука и ясеня. Температура дыма не должна превышать 20 °C. После этого окорока отправляют вызревать на срок до пяти месяцев в прохладное сухое помещение при температуре 10—15 °С и относительной влажности 60—80 %.
Готовый шпик должен иметь дымчато-коричневый цвет, а на срезе — красный с белым слоем жира. Аромат тонкий с отличимым оттенком дыма. Вкус слабосолёный, пряный с нотами ягод можжевельника и других специй, в зависимости от конкретного производителя.

## Употребление
В традиционной тирольской деревенской кухне тонкие ломтики шпика подавали с хреном, солёными огурцами и ржаным хлебом. В современной кулинарии он используется более разнообразно. В этот мясной деликатес, нарезанный ломтиками, заворачивают перед запеканием или обжариванием морепродукты: моллюски, гребешки и так далее. В более мелкой нарезке его добавляют к соусам для макаронных изделий, в ризотто. Он используется для приготовления салатов в сочетании с яблоками, капустой, грибами, сельдереем.

## Дополнительная информация
- В итальянской части исторической области Тироль шпик готовят по совершенно схожей технологии. Однако называется он иначе — Speck Alto Adige, также имеет статус PGI и, таким образом, юридически является другим продуктом.
- В годы Великой Отечественной войны термин «Тирольский шпик» использовался советскими журналистами как одна из уничижительных кличек Гитлера[2][3].